# Dragutin Matošević
Dragutin Matošević (Tuzla, 9. siječnja 1952.), hrv. bosanskohercegovački je glazbenik, glazbeni urednik, novinar i menadžer iz Tuzle. Otac tuzlanskog glazbenika Davora Matoševića.

## Životopis
Rodio se u Tuzli 1952. godine. Podrijetlom iz Davora. Svoj glazbeni put počeo je potkraj 1960-ih slušajući na svom radiju istočnonjemačke marke RFT 4 U 62v radijske emisije. Krajem 60-tih godina 20. stoljeća, ušao je u svijet beat glazbe posredstvom Radio Luxembourga. Poslije je pratio glazbeni časopis Džuboks, kupovao svoje gramofonske ploče, posjećivao koncerte organizirane u Tuzli i dr. 1970-ih se upustio u aktivnu glazbeničku karijeru. Nastupao je kao vokalist i kao bas gitarist u nekoliko osječkih pop/rock grupa, od kojih su najvažnije Walt i Tref. Došao je u Osijek, čija je rock scena tijekom šezdesetih i tijekom sedamdesetih godina 20. stoljeća bila jedna od najprogresivnijih u cijeloj ondašnjoj državi. U Osijeku je živio od 1971. do odlaska u vojsku 1977. godine. Bio je dio osječke glazbene scene. Svirao je u vrijeme "reproduktivaca", tj. uglavnom su se svirale obrade. Matošević je sastave napuštao jer članovi nisu bili spremni za ozbiljniji autorski rad. Obvezni vojni rok odslužio je 1977./78. na Aerodromu Batajnici.  Ondje je svirao u sklopu VIS-a Plavi galeb koji je 1978. i 1979. djelovao u sklopu Vojnog aerodrroma. Članovi VIS-a Plavi galeb bili su Emir Kefa Tahirović, Banja Luka (klavijature i vokal) ; Trajče Apostolov, Skoplje (solo gitara) ; Dragutin Matošević, Tuzla (bass gitara i vokal) ; Željko Zvonce Ivančić, Zagreb (ritam gitara i vokal) ; Branko Drvarič, Murska Sobota (bubnjevi). Svirali su u Batajnici, Staroj Pazovi, Inđiji, Zemunu, Gladnošu i dr.
Nakon odsluženja vojnog roka završila je glazbenička putanja. Tijekom tog razdoblja pratio je i glazbene informacije iz svjetskih poznatih glazbenih časopisa - Pop Photo, Bravo, New Musical Express i Melody Maker. Potkraj 1970-ih bavio se skladanjem. Uratke je objavio na YouTubeu. Uz Matoševića na gitari se kao saksofonist pojavljuje Esad Prcić.
Od 1. siječnja 2000. do danas webmaster je i urednik baze podataka exYUsingles, sada dio www.old.barikada.com, u kojoj su informacije o više od 4.400 malih gramofonskih ploča beat, pop i rock glazbe izdatih u zemljama bivše Jugoslavije od 195x. do 200x. godine, do kojih je Matošević uspio doći. Od 10. svibnja 2000. do 1. kolovoza 2004. uređivao je glazbenu webstranicu MBB (muzika.bosnia.ba), kao novinar, kao fotograf, kao web dizajner, prevoditelj i kao urednik. Stranica je stekla ugled i informatički časopis INFO iz Sarajeva već prve godine postojanja stranice uvrstio ju je 2001. među "Top 40 bh weba", a za rad na toj stranici Matošević je dobio nagradu - statuu "Davorin". Inicira je rubriku u INFO-u "Recenzije ličnih web stranica (sadašnjih i bivših) stanovnika BiH". Tijekom 2001. bio je i vanjski suradnik, urednik i voditelj te rubrike. Matoševićeve glazbene priloge objavili su u više listova u raznim državama. Iz BiH sarajevski dnevni listovi Dnevni avaz, Oslobođenje, tuzlanski Front slobode, Tuzlanski list, iz Srbije beogradski glazbeni časopis Rock Express te hrvatski Jutarnji list i dr.
Od svibnja 2001. do prosinca 2002. bio je menadžer tuzlanske melodic heavy metal i progressive grupe Southern Storm. Od veljače do rujna 2002. bio je vanjski suradnik na Radio Tuzli, na kojem je vodio i uređivao MBB Express, glazbeno-informativnu radijsku emisiju. 25. travnja 2003. krenula je Matoševićeva glazbeno-informativna jednosatna radijska emisija MBB Most na Radio postaji Soli, gdje je bio vanjski suradnik. Emitirano je nekoliko tih emisija. Od kolovoza do rujna 2004. godine bio glasnogovornik i booking menadžer jednog rock kluba iz Tuzle. U Tuzlu je doveo Hladno pivo, Pips, Chips & Videoclips iz Hrvatske i dr.
Na Radio Tuzli opet je vanjski suradnik od 1. lipnja 2004. do 25. ožujka 2008. godine. Uz pomoć sina Davora vodio je i uređivao glazbeno-informativnu 90-minutnu radijsku emisiju - "Jeans generacija" koja je emitirana u 197 izdanja. Prikazani su izvođači raznih žanrova, iz raznih zemalja, iz raznih vremena.
10. listopada 2004. pokrenuo je projekt glazbene stranice Barikada - World Of Music, na adresi barikada.com. Prilozi su na mnoštvu jezika. Projekt je trajao 74 mjeseca sa svakodnevnim ažuriranjima i ostvario je milijunsku posjetu. Rad na portalu zaključio je 25. prosinca 2010. S dnevnikom Tuzlanskim listom u suradnji od 10. svibnja 2007. do 23. lipnja 2008. objavilo mu je 52 dvostranična priloga - interviewa, koji su izlazili jednom tjedno. Interviewi su bili s raznim ljudima iz glazbenog svijeta. Svibnja 2008. je uz pomoć Fondacije tuzlanske zajednice Tuzla, Doma mladih Tuzla i UG Revolt iz Tuzle dovršio Festival demo bendova BiH.
Od svibnja 2009. intenzivira usmjeravanja sinove karijere. Dogovoreno je snimanje s Croatia Recordsom, tehnička obrada i izdavanje promo maksi singl CD-a. Dragutin je bio glasnogovornik i promotor. Od prosinca 2009. do ožujka 2010. radio je početne kontakte s najznačajnijim izvođačima s prostora bivše Jugoslavije radi dovođenja na nastupe u Koncertnu dvoranu Bosanskog kulturnog centra (BKC) Tuzla, a za račun BKC-a Tuzla. Doveo je 2010. Terezu Kesoviju, Gabi Novak i Matiju Dedića, Josipu Lisac. 2001. bilo je planu dovesti klaviristicu Ivanu Mariju Vidović iz Dubrovnika, ali koncert se nije ostvario.
Pokrenuo je grupe na Facebooku "Oj Davore, Davore",  s ciljem da okupi dobre ljude i da svojim sadržajem promiče lijepo slavonsko selo Davor i njegovu okolinu, a u spomen na svog oca Zvonimira (Zvonka) Matoševića (1923. – 1997.) te grupu za ljubitelje jazza Jazzofili.

## Vanjske poveznice
- Facebook Grupa Jazzofili
- Facebook Grupa Oj Davore, Davore